# Neville Brody
Neville Brody és un dissenyador britànic nascut el 23 d'abril del 1957 a Londres.

## Inicis
Neville Brody va estudiar disseny gràfic al London College of Printing des del 1976 al 1979. Els seus primers treballs van ser cobertes de discs per a segells independents en què ja es podia apreciar un interès pel disseny de la dècada de 1920, i un allunyament de les convencions de les tendències de la dècada de 1970.

## Treballs en publicacions
Des del 1981 al 1986 Neville Brody va ser director d'art a “The Face” revista a la qual va dissenyar una tipografia distintiva que va inspirar a productors de tot el món. La tipografia “Typeface Six”, va recollir influències del punk i els nous corrents new wave.
The Face, de la mà de Brody va trencar amb la tradició del disseny editorial respectuosa amb l'estructura reticular i els principis de funcionalitat.
Pertanyent a l'escena musical franja, Neville Brody experimentar amb noves tipografies, informada per idees extretes de la subcultura. Neville Brody fonts mixtes, va ignorar les mides i distàncies tipus de lletra estàndard entre línies, intercalant fonts amb elements decoratius. Brody va començar a alterar les convencions tipogràfiques utilitzades per la jerarquització de la informació.
Neville va treballar en altres publicacions, així del 1983 al 1987 va dissenyar el programa de la revista londinenca "City Limits", i també va treballar per a revistes tan diferents com "Touch", "Arena" o "New socialist".
Podrien resumir-se les seves principals idees com un refús a la concepció del disseny com a solució de problemes.

## El naixement de l'ordinador personal
Cap al 1988 va fer de l'ordinador personal la principal eina de treball i va començar a dissenyar noves fonts tipogràfiques que han estat distribuïdes per Linotype. El 1988 va aparèixer la primera monografia sobre la seva obra, "The graphic language of Neville Brody", al mateix temps que se celebrava una exposició al Victoria and Albert Museum sobre la retrospectiva de l'autor que va exercir una influència destacada a tot Europa. L'ús de l'ordinador ha provocat una evolució important en el seu estil que ha endolcit notablement amb un major ús del color enfront de la sobrietat de la seva primera etapa. Incús el disseny de les seves noves fonts tipogràfiques per a Fontshop, algunes amb col·laboració amb el tipògraf Erik Spiekermann, responen a un estil més desimbolt.

## Cronologia professional
El 1990, Brody i Jensen Stuart formen Fontworks, una empresa de distribució de fonts establerta per proveir el creixent mercat de nous tipus de lletra digital. Brody, que encara està implicat amb Fontworks en el disseny i la capacitat d'assessorament, va assumir un paper de lideratge en projectes com ara "FUSE", revista tipografia experimental que mostra els nous treballs de dissenyadors de renom i que ha guanyat diversos premis de disseny.
En relació amb el Fontworks, Brody també va ajudar a organitzar la conferència Fuse94 al Royal College of Art. Més de 600 delegats es van sentir atrets pels discursos radicals i amb visió de futur tipogràfics i dissenyadors gràfics. La conferència també va comptar amb un taller d'informàtica que va ser transmès en viu per Internet i es va associar amb tallers simultanis al Japó, Europa i els Estats Units.
El 1992, Neville Brody va dissenyar la imatge i la marca de la Casa de les Cultures a Berlín. La seva creixent fama li han permès accedir a un altre tipus de projectes, inhabituals en un grafista, com la identitat corporativa de la televisió austríaca (ORF) i el canal alemany codificat Première, del 1991 al 1994.
L'any 1992, amb Research Studios, va dissenyar segells postals per PTT, el servei postal dels Països Baixos i, el 1994, va crear la imatge del Schauspielhaus, un teatre d'Hamburg. El 1994 es va publicar la segona monografia, "The graphic language of Neville Brody II", que cobreix el seu treball des del 1988.
Al mateix 1994 va fundar de la xarxa d'espais per a l'experimentació gràfica Research Studios, amb oficines a Londres, París, Berlín i Barcelona. Dirigides per Lionel Massias (RSParís), Daniel Borck (RSBerlín), Pablo Rovalo (RSBCN).
Del 2000 al 2002 va treballar per als estudis d'investigació Issey Miyake de Nova York i, el 2004, per al Royal Court Theatre de Londres. Neville Brody ha dissenyat diverses fonts, incloent Blur, gòtic, Pop, i Six.